# أهل إيمان (مشكين شهر)
أهل إيمان هي قرية في مقاطعة مشكين شهر، إيران. عدد سكان هذه القرية هو 208 في سنة 2006.